# Чочиев, Алан Резоевич
Ала́н Резо́евич Чо́чиев (осет. Цоциты Резойы фырт Алан; 19 октября 1946, Сталинир, СССР — 24 августа 2022, Германия) — южноосетинский политический и государственный деятель, доктор исторических наук, один из основателей независимой Южной Осетии, создатель современного флага Южной Осетии.

## Биография
Родился 19 октября 1946 года в Сталинире.
В 1971 году окончил Юго-Осетинский государственный педагогический институт им. А. Тибилова.
В 1970—1972 годах — инструктор по туризму.
В 1972—1975 годах — тренер по вольной борьбе и преподаватель истории, русского языка и литературы.
В 1975—1978 годах — учёба в аспирантуре Академии наук Грузинской ССР по отделению по этнографии.
В 1979 году защитил диссертацию на соискание учёной степени кандидата исторических наук по теме «Пережитки военно-демократического уклада в общественном быту осетин в прошлом».
В 1979—1988 годах — работал тренером по вольной борьбе и преподавателем в Юго-Осетинском государственном педагогическом институте.
В ноябре 1988 года принимал активное участие в общественном движении «Адамон Ныхас» (Движение народа Южной Осетии в поддержку перестройки).
С 1989 по 1992 год занимал должность первого заместителя Председателя Верховного Совета Юго-Осетинской Автономной области, затем Южной Осетии.
В 1994 году поступил в докторантуру Института этнологии и антропологии им. Н. Н. Миклухо-Маклая РАН.
В 1998 году в Институте этнологии и антропологии им. Н. Н. Миклухо-Маклая РАН защитил докторскую диссертацию на тему «Социальная история осетин в догосударственный период». Научный консультант — доктор исторических наук Б. А. Калоев.

## Критика
Ряд исследователей ставят Чочиева в числе осетинских историков, которые прямолинейно и упрощенно представляют этногенез осетин, создавая наукообразную концепцию о «почти прямолинейной этнолингвистической генетической связи осетин не только с аланами-осами, но и со скифо-сарматами, сако-массагетами, киммерийцами, а через них — с индоиранцами и индоарийцами бронзового века обширных областей Евразии — носителями майкопской, ямной, катакомбной и срубной культур».

## Уголовное преследование
12 сентября 1995 года А. Р. Чочиев был задержан в Южной Осетии по обвинению в совершении хищения по предварительному сговору с бывшим Председателем ВС РЮО Олегом Тезиевым с марта 1992 по 1993 год государственных средств в крупных размерах на общую сумму 898 млн рублей. Осужден 15 августа 1996 года на 5 лет судом в Цхинвали, освобождён условно-досрочно 11 июня 1998 года при поддержке Amnesty International, планировавшей объявить Чочиева узником совести.
13 октября 2003 года А. Р. Чочиев был задержан сотрудниками МВД Северной Осетии по предварительному обвинению в клевете на Главу Республики Северная Осетия — Алания А. С. Дзасохова и разжигании межэтнической розни.
19 октября 2003 года, находясь в тюрьме Владикавказа, А. Р. Чочиев объявил голодовку.
21 октября 2003 года в квартире А. Р. Чочиева проводился обыск, изъятие документов, носителей информации и интересующих следствие предметов. По факту неправомерных действий сотрудников, производивших обыск, была направлена жалоба в УФСБ РФ по Республике Северная Осетия — Алании и Генеральную прокуратуру Республики Северная Осетия — Алания.
17 ноября 2003 года в прокуратуре Северной Осетии, А. Р. Чочиеву предъявлены обвинения по статье 282 УК РФ (разжигание национальной розни) и 129 УК РФ (клевета). Поводом для возбуждения уголовного дела послужило его открытое письмо, в котором он просил осудить президента Грузии Эдуарда Шеварднадзе за «проведение в республике профашистской политики, возведённой в государственный ранг». Кроме того, в письме, распространённом в некоторых местных СМИ, Чочиев призвал грузинские власти «признать геноцид осетин, проведённый в Грузии в начале 90-х годов».
Несмотря на многочисленные нарушения уголовно-процессуального законодательства, допущенные как в период следствия, так и в ходе судебного разбирательства, суд признал А. Р. Чочиева виновным в совершении преступлений, квалифицируемых по ч. 3. ст. 129 УК РФ («клевета, соединенная с обвинением лица в совершении тяжкого или особо тяжкого преступления») и ч. 1 ст. 282 УК РФ («возбуждение национальной, расовой и религиозной вражды») и приговорил его к 2 годам лишения свободы.
В октябре 2004 года А. Р. Чочиев был освобожден из заключения.
В середине ноября 2006 года два представителя МВД Северной Осетии Георгий Басиев и Олег Багаев во главе группы захвата вновь пытались задержать Алана Чочиева «для допроса». Проникнув в гражданской одежде в дом к Чочиеву, сотрудники МВД РСО—А предъявили ему документ из Южной Осетии, согласно которому на А. Р. Чочиева заведено дело по трём статьям УК РФ — 129, 140 и 282 (разжигание розни и вражды). Несмотря на оказанное давление Алан Чочиев не подчинился попыткам противозаконного задержания.

## Взгляды
В 2012 году Чочиев в статье, опубликованной Georgia Online, обвинил российские власти в планировании геноцида южных осетин; по его оценкам, президент и премьер-министр России (Дмитрий Медведев и Владимир Путин) давно и заранее спланировали действия подконтрольных им югоосетинских властей, а в ходе самой войны тянули время и ждали, пока число жертв достигнет 2000, чтобы квалифицировать события как геноцид, обвинить президента Грузии Саакашвили в преступлениях против мирного населения и потребовать для него Гаагского трибунала. Глобальной целью российских властей он видел попытку «наказать» Грузию как государство, отказавшееся от СССР, СНГ и выбравшее западный путь развития. В той же статье Чочиев обвинил Путина в причастности к взрывам домов в Москве и Волгодонске, затоплении подлодки «Курск», второй войне в Чечне и геноциде мирного населения, а также к гибели людей на Дубровке и в Беслане.

## Награды
- Орден «Уацамонга» (27 октября 2022 года, посмертно) — за выдающиеся заслуги в становлении государственности Республики Южная Осетия, укреплении независимости и защите территориальной целостности республики[10].

## Научные труды

### Диссертации
- Чочиев А. Р. Пережитки военно-демократического уклада в общественном быту осетин в прошлом: автореферат дис. … кандидата исторических наук. — Тбилиси, 1979. — 21 с.
- Чочиев А. Р. Социальная история осетин в догосударственный период Архивная копия от 26 апреля 2012 на Wayback Machine : автореферат дис. … доктора исторических наук : 07.00.07 / Ин-т этнологии и антропологии им. Н. Н. Миклухо-Маклая РАН. — Москва, 1999. — 68 с.

### Монографии
- Чочиев А. Р. Сатана — Богиня и Мать. — Тбилиси: ИЮОНИИ, 1984
- Чочиев А. Р. Очерки истории социальной культуры осетин (традиции кочевнечества и оседлости в социальной культуре осетин). — Цхинвал: Иристон, 1985. — 288 с.
- Чочиев А. Р. Игра на политической бойне. — Цхинвал, 1990.
- Чочиев А. Р. Осетино-русская тема этноперестроичных уроков. — Пичиджен, 1991.
- Чочиев А. Р. Уроки игры на бойне. — Цхинвал, 1993
- Чочиев А. Р. Нарты-арии и арийская идеология. Кн. 1.— М.: Акалис, 1996. — 264 с.
- Чочиев А. Р. Нарты-арии и арийская идеология. Кн. 2. — М.: Акалис, 2000. — 504 с.
- Чочиев А. Р. Феномен SINX-WÆL как координата перехода человечества к цивилизации. — Цхинвал, 2001.
- Чочиев А. Р. Феномен MON и субстанция UD в системе ари-ас-аланской философии, веры и мистики. — Владикавказ: Иристон, 2001.
- Чочиев А. Р. Панорама Школа-Цхинвал — разворот ранней истории евразийской цивилизации. — Владикавказ: Иристон, 2001.

### Статьи
- Чочиев А. Р. К вопросу о рабстве в Осетии. // Кавказский этнографический сборник. — Том V. — Вып. 2. — Тбилиси, 1979.
- Чочиев А. Р. Краткий обзор новейшей осетиноведческой этнографической литературы. // Кавказский этнографический сборник. — Том V. — Вып. 3. — Тбилиси, 1980.